# Dominionen Pakistan
 Der er for få eller ingen kildehenvisninger i denne artikel, hvilket er et problem. Du kan hjælpe ved at angive troværdige kilder til de påstande, som fremføres i artiklen.

The Dominion of Pakistan, også kaldet Federation of Pakistan, var et uafhængigt føderalt herredømme i Sydasien etableret den 14. august 1947. Ved sin begyndelse omfattede Pakistans herredømme ikke dets fyrstelige stater, som gradvist tiltrådte i løbet af det næste år.